# 金剛麗子
金剛 麗子（こんごう れいこ、1904年8月25日 - 1964年12月5日）は、日本の女優。

## 経歴
神戸高等技芸学校卒業後、倉橋仙太郎の新民衆劇学校で演技を勉強する。1924年4月、新民衆劇一派（第二新国劇）公演『京の友禅』などに、研究生仲間の原健策、正親町勇（大河内傳次郎）らと出演。1925年、劇団の文芸部にいた社会運動家の難波英夫と結婚（のち離婚）。関西新派、新潮座、新声劇を経て、1933年秋に山口俊雄、月形龍之介、五月信子らと劇団「享楽列車」を結成。映画『権三と助十』（1937年）出演後、新興キネマに入社（1942年に統合で大映になる）。戦時中、大映の宣伝部員・長嶋富三郎と再婚。戦後も所属する大映の他、松竹、東宝で時代劇に出演。女優業の傍ら、京都市新京極に居酒屋「金剛」を開店。野淵昶や当時助監督だった加藤泰が常連だった。1962年、引退。直後、乳癌を患い手術するが全身転移して1964年12月5日に死去。

## 主な出演作品

### 映画
- 紺屋高尾（1935年、太秦発声映画）[1]
- 権三と助十（1937年,J.O.スタヂオ）
- 火砲の響（1943年、大映）
- 赤城から来た男（1950年、大映）[1]
- 西鶴一代女（1952年、新東宝・児井プロダクション）
- 雨月物語（1953年、大映） - 遊女屋の老女[1]
- 怪猫有馬御殿（1953年、大映）
- 花の喧嘩状（1953年、大映）[1]
- 花の三度笠（1954年、大映）[1]
- 山椒大夫（1954年、大映）- 汐乃[3]
- 近松物語（1954年、大映） - 船宿の女中[1]
- 怪猫岡崎騒動（1954年、大映）
- 阿波おどり狸合戦（1954年、大映）
- 夜の河（1956年、大映） - 山城屋の女主人[1]
- 怪猫五十三次（1956年、大映）
- 白扇 みだれ黒髪 (1956年、東映)
- 怪談千鳥ケ淵（1956年、東映）
- 大阪物語（1957年、大映）[4]
- 日蓮と蒙古大襲来（1958年、大映）
- 次郎長富士（1959年、大映）[1]
- かげろう笠（1959年、大映）
- 千代田城炎上 (1959年、大映)
- 怪談累が淵（1960年、大映）
- 大江山酒天童子（1960年、大映）
- 悪名（1961年、大映）[1]
- かげろう侍（1961年、大映）
- おけさ唄えば（1961年、大映）
- 釈迦（1961年）[5]
- 雁の寺（1962年、大映）
- ソーラン渡り鳥（1962年、大映）[1]

### 舞台
- 冬木心中（新民衆劇、1924年8月14日、三友劇場） - おせん[6][7]
- 民衆のために（新潮座、1926年10月6日 - 17日、京都座） - 娘 [8]
- 岡崎踊（新声劇、1930年9月30日、岡崎市公会堂）[9]
- 三原山晴天（劇団・享楽列車、1933年11月10日、大阪・角座）[10]